# Гершин, Зиновий Луппович
Зиновий Луппович Гершин (6 января 1924, Одесса, СССР) — советский футболист.
В годы Великой Отечественной войны — на фронте в составе 14-й танковой бригады на Сталинградском фронте. С 1990 года — в Израиле.

## Карьера
Играл на позиции защитника в «Динамо» (Киев). Провёл 9 матчей в сезоне 1947 года и 4 — в чемпионате 1948 года. Потом перешёл в «Динамо» (Ворошиловград).